# گایاتری جاشی
گایاتری جاشی (مراتی: गायत्री जोशी؛ زادهٔ ۲۰ مارس ۱۹۷۷) یک هنرپیشه، و مانکن (فرد) اهل هند است.
از فیلم‌ها یا برنامه‌های تلویزیونی که وی در آن نقش داشته‌است می‌توان به سرزمین مادری اشاره کرد.